# Hovatoma bothridera
Hovatoma bothridera là một loài bọ cánh cứng trong họ Cerambycidae.